# Andrij Naumow
Andrij Naumow (ukrainisch Андрій Наумов; engl. Transkription Andriy Naumov; * 21. Dezember 1973) ist ein ukrainischer Langstreckenläufer, der sich auf den Marathon spezialisiert hat.

## Werdegang
Nachdem er 2000 den Dresden-Marathon für sich entscheiden konnte, gewann Naumow 2001 auch den München-Marathon mit einer Zeit von 2:13:57 und wurde Sechster des Prag-Marathons in 2:12:31. 2002 siegte er auf der Halbmarathon-Strecke des Regensburg-Marathons.
2004 wurde er Zweiter des Linz-Marathons, 2005 Zweiter des Gutenberg-Marathons und Sieger des Moskau-Marathons. 2006 stellte er beim Gutenberg-Marathon mit 2:13:56 einen Streckenrekord auf, wiederholte seinen Sieg in Moskau und wurde Zweiter beim Istanbul-Marathon.
2007 und 2008 wiederholte er seinen Sieg beim Gutenberg-Marathon, wobei die Siegerzeit von 2008 (2:11:10) nicht nur einen weiteren Streckenrekord, sondern auch eine persönliche Bestzeit darstellte. Seine Bestleistung verbesserte er weiter auf 2:11:06 beim Dublin-Marathon 2008.

2010 gewann er – neun Jahre nach seinem ersten Erfolg – erneut den München Marathon.

## Sportliche Erfolge
| Datum/Jahr    | Rang | Wettbewerb                              | Austragungsort | Zeit     | Bemerkung                     |
| ------------- | ---- | --------------------------------------- | -------------- | -------- | ----------------------------- |
| 10. Okt. 2010 | 1    | München-Marathon                        | München        | 02:18:24 |                               |
| 27. Okt. 2008 | 1    | Dublin-Marathon                         | Dublin         | 02:11:06 | persönliche Bestzeit          |
| 4. Mai 2008   | 1    | Gutenberg-Marathon                      | Mainz          | 02:11:10 | Streckenrekord                |
| 6. Mai 2007   | 1    | Gutenberg-Marathon                      | Mainz          | 02:14:06 |                               |
| 14. Mai 2006  | 1    | Gutenberg-Marathon                      | Mainz          | 02:13:56 | Sieg und neuer Streckenrekord |
| 5. Nov. 2006  | 2    | Istanbul-Marathon                       | Istanbul       |          |                               |
| 18. Apr. 2004 | 2    | Linz-Marathon                           | Linz           |          |                               |
| 26. Okt. 2003 | 1    | Ljubljana-Marathon                      | Ljubljana      | 02:13:58 |                               |
| 27. Okt. 2002 | 1    | Ljubljana-Marathon                      | Ljubljana      | 02:14:30 |                               |
| 12. Mai 2002  | 1    | Regensburg-Marathon                     | Regensburg     | 01:04:33 | Halbmarathon                  |
| 14. Okt. 2001 | 1    | München-Marathon                        | München        | 02:13:57 |                               |
| 3. Aug. 2001  | 50   | Leichtathletik-Weltmeisterschaften 2001 | Edmonton       | 02:31:42 |                               |
| 20. Mai 2001  | 6    | Prag-Marathon                           | Prag           | 02:12:31 |                               |
| 22. Okt. 2000 | 1    | Dresden-Marathon                        | Dresden        | 02:25:44 |                               |